# SN 1972H
SN 1972H – supernowa typu I odkryta 29 lipca 1972 roku w galaktyce NGC 3147. Jej maksymalna jasność wynosiła 14,40m.